# Chobera umoremsugente
Chobera umoremsugente is een vlinder van de familie van de grasmotten (Crambidae). De wetenschappelijke naam van deze soort is voor het eerst voorgesteld als Thliptoceras umoremsugente door Hans Bänziger in een publicatie uit 1987. Deze soort voedt zich met lichaamssappen van zoogdieren, waaraan het zijn naam heeft te danken. De spanwijdte van het mannetje bedraagt 22 tot 24 millimeter.

## Verspreiding
De soort komt voor in Thailand (Chiang Mai).

## Type
- holotype: "male. 13.V.1981. leg. Bänziger. genitalia slide 1671"
- instituut: DEFACU, Chiang Mai, Thailand
- typelocatie: "Thailand, Chiengmai Prov., near road Chiengmai-Chiengdao, km 55, 400 m"